# Хардтвальд
Ха́рдтвальд (нем. Hardtwald; реже встречается написание «Haardt») — историческая область лесов, расположенная на Верхнерейнской низменности между Раштаттом и Шветцингеном/Офтерсхаймом, на север и к югу от города Карлсруэ. Наименование происходит от географического названия местности «Хардт». Как крупнейшая и самая известная площадь лесов этого региона, ландшафт на правой речной террасе Рейна называют Хардт. Многие местные предприятия, клубы, школы и сооружения содержат слово Хардт, в качестве составной части в своих наименованиях.

## История
До основания города Карлсруэ в 1715 году, Хардтвальд был сплошной лесной областью. Маркграф Карл III Вильгельм Баден-Дурлахский первоначально построил дворец с сетью лесных дорог через лес, служивший также в качестве охотничьих угодий. После того как он построил посреди леса свою новую резиденцию, город стал с течением времени расти, и лес всё больше вырубался и застраивался.
Во время Второй мировой войны разрушение города должно было предотвращаться тайным строительством городского макета (под кодовым названием «Венесуэла») с известным планом инфраструктуры Карлсруэ в северном Хардтвальде между Линкенхаймом, Фридрихсталем (Friedrichstal) и Бланкенлохом (Blankenloch), но этот план не увенчался успехом.

## Нордхардт
Нордхардт расположен вдоль Хиршканала, текущего с юга на север. Южной границей леса является стена дворцового парка в центральной части города. Лесная зона служит популярным местом семейного отдыха и находится под охраной государства. Часть леса выделена под охотничьи угодья. Вне городской черты каждое крупное дерево или кустарник идентифицированы, им присвоен отдельный номер, и за ними ведётся государственный надзор, так же, как и за зелёными насаждениями в городе. С востока на запад лес пересекает канал Пфинц, который служит в качестве дюкера. На территории Нордхардта расположен заповедник Кольплаттеншлаг, а также Исследовательский центр, ранее являвшийся Центром ядерных исследований, ныне переименованным и после слияния в 2006 году с Университетом Карлсруэ, ставший филиалом Технологического института Карлсруэ.

## Зюдхардт
Область Хардтвальда к югу от города Карлсруэ называется «Зюдхардт» и доходит до Этигхайма.